# Copa del Mundo de Snowboard 2014-15
La temporada 2014/15 de la Copa del Mundo de Snowboard, organizada por la Federación Internacional de Esquí, cuenta con las disciplinas de eslalon paralelo, eslalon paralelo gigante, snowboard cross, halfpipe, slopestyle y big air, que se celebrarán entre los meses de diciembre de 2014 y marzo de 2015.

## Halfpipe

### Calendario
| Día      | Lugar           | Prueba    | Ganador/a   |
| 06.12.14 | Copper Mountain | Femenina  | Kelly Clark |
| 06.12.14 | Copper Mountain | Masculina | Taylor Gold |
| 01.03.14 | Park City       | Femenina  | Kelly Clark |
| 01.03.14 | Park City       | Masculina | Zhang Yiwei |

### Clasificaciones
| Esquiadora        | Victorias | Podios | Puntos |
| ----------------- | --------- | ------ | ------ |
| 1.Kelly Clark     | 2         | 2      | 2.000  |
| 2.Gold Arielle    | 0         | 2      | 1.600  |
| 3.Hannah Teter    | 0         | 1      | 1.100  |
| 4.Cai Xuetong     | 0         | 1      | 820    |
| 5.Clemence Grimal | 0         | 0      | 450    |

| Esquiador | Victorias | Podios | Puntos |
| --------- | --------- | ------ | ------ |
| 1.        |           |        |        |
| 2.        |           |        |        |
| 3.        |           |        |        |
| 4.        |           |        |        |
| 5.        |           |        |        |
| 6.        |           |        |        |
| 7.        |           |        |        |
| 8.        |           |        |        |
| 9.        |           |        |        |
| 10.       |           |        |        |